# Березная Воля
Березная Воля (укр. Березна Воля) — село в Любешовской поселковой общине Камень-Каширского района Волынской области Украины.
До 2020 года входило в Любешовский район.
Код КОАТУУ — 0723187202. Население по переписи 2001 года составляет 322 человека. Почтовый индекс — 44251. Телефонный код — 3362. Занимает площадь 0,052 км².